# Хосроушахи, Хади
Сейед Хади Хосроушахи (перс. سید هادی خسروشاهی ;. ок. 1939 года — 27 февраля 2020 года) — иранский клирик и дипломат, который служил в качестве первого посла Ирана в Ватикане.
Находясь в Ватикане, он основал Центр исламской культуры Европы, базу для распространения шиизма на Западе. После службы в Ватикане, Хосроушахи был отправлен в Каир.
Скончался в феврале 2020 года от осложнений коронавирусной инфекции.